# Matthæus Le Maistre
Matthæus Le Maistre (aussi Mathieu Lemaître), né vers 1505 à Roclenge-sur-Geer et mort en mars 1577 à Dresde, est un compositeur et maître de chapelle franco-flamand du XVIe siècle.

## Biographie
Le Maistre eut probablement des postes à Leipzig et Munich, avant d'être engagé en 1554 comme maître de chapelle à la cour de Dresde. Le Maistre restera plutôt un compositeur conservateur, qui continue à employer la technique ancienne du cantus firmus. Il composa des messes, motets et des « Lieder » polyphoniques sacrales et profanes. Parmi ses recueils édités se trouvent Geistliche und Weltliche Teutsche Geseng, mit vier und fünf Stimmen (Chants allemands sacrés et profanes à 4 et 5 voix, Wittenberg, 1566) et Catechesis musicis inclusa, und schöne und auserlesene Lateinische und Deudsche Geistliche Gesenge (Nuremberg, 1599) une adaptation musicale du catéchisme pour enfants de Martin Luther. Son successeur à la tête de la chapelle de la cour était en 1568 Antonio Scandello.